# لارنس مورگان
لارنس مورگان (انگلیسی: Lawrence Morgan؛ ۵ فوریه ۱۹۱۵ – ۱۹ اوت ۱۹۹۷) سوارکار و بازیکنان فوتبال استرالیایی اهل استرالیا بود.